# Robert Bateman
Pour les articles homonymes, voir Bateman.
Robert Bateman est un peintre animalier canadien né à Toronto (Ontario) le 24 mai 1930.

## Biographie
Déjà enfant il s'intéressait à l'art et à la nature. Il trouva d'abord son inspiration dans le Groupe des Sept, en réalisant des peintures abstraites de la nature. Ce ne fut que vers 1962 qu'il changea l'abstraction pour son style actuel, le réalisme.
Bateman s'est toujours intéressé à l'art mais n'a jamais eu l'intention d'en vivre. Il a été fasciné par le monde naturel dès son enfance. En étant encore enfant il a même répertorié toutes les espèces d'oiseaux qu'il observa dans les alentours de la maison où il habitait avec ses parents, à Toronto. Le décor semblait parfaitement planté pour qu'adulte Bateman devienne un artiste spécialisé dans la représentation d'animaux sauvages mais il devint finalement professeur d'histoire dans l'enseignement secondaire. Néanmoins il continua de peindre dans son temps libre. Ce ne fut pas avant les années 70 et 80 que son œuvre commença à vraiment être reconnue. L'exposition Robert Bateman de 1987, à la Smithsonian Institution de Washington, reçut le plus grand nombre de visiteurs qu'un artiste vivant avait apporté jusqu'alors à ce même espace d'expositions.
Bateman a aussi publié une dizaine de livres consacrés uniquement à ses peintures. Sa décision de produire des reproductions de ses œuvres a été critiquée par ceux qui estiment que les reproductions sont « des affiches vendues beaucoup trop chères qui dévalorisent le marché légitime de l'art ». Ces affiches sont devenues des objets populaires, elles sont désormais vendues dans approximativement 500 magasins canadiens et bien davantage dans le reste du monde.
De nos jours Robert Bateman vit à l'Île Saltspring (Colombie-Britannique) avec son épouse Birgit Bateman. Il a eu en tout cinq enfants, de deux épouses différentes. Les lycées Robert Bateman Secondary School à Abbotsford (Colombie-Britannique) et Robert Bateman High School à Burlington (Ontario) ont été nommés en son hommage.
En raison de son exposition prolongée aux matériaux nécessaires à l'élaboration de ses peintures Bateman s'est porté volontaire en 2005 pour faire l'objet d'une analyse ciblant des substances chimiques éventuellement présentes dans son corps, substances dont la nocivité pour la santé a été prouvée. L'analyse a été sponsorisée par l'organisation Environmental Defence. 32 cancérogènes, 19 modulateurs endocriniens, 16 substances toxiques pour l'appareil respiratoire et 42 autres toxiques pour l'appareil reproducteur furent trouvées dans son corps.